# Буньини, Аннибале
Аннибале Буньини (итал. Annibale Bugnini; 14 июня 1912, Чивителла-дель-Лаго, королевство Италия — 3 июля 1982, Рим, Италия) — итальянский прелат и ватиканский дипломат, лазарист. Секретарь Конгрегации богослужения и дисциплины таинств с 6 мая 1969 по 1 августа 1975. Обер-церемониймейстер Папского двора с 1968 по 9 января 1970. Титулярный архиепископ Диоклетианы с 10 ноября 1976 по 3 июля 1982. Апостольский про-нунций в Иране с 4 января 1976 по 3 июля 1982. Считается ключевой фигурой в проведении масштабной литургической реформы, последовавшей после Второго Ватиканского собора и проходившей с 1965 по 1970 гг.

## Ранняя жизнь и образование
Аннибале Буньини родился в Чивителла-дель-Лаго в Умбрии.
В 1938 году он защитил докторскую диссертацию по богословию в Папском университете Святого Фомы Аквинского Angelicum под названием «О литургии и её значении на Тридентском соборе».
Десять лет он служил приходским священником в пригороде Рима. В 1947 году Бугнини начал заниматься изданием миссионерских публикаций своего ордена и стал редактором «Литургических эфемирид», научного журнала, основанного в 1887 году и посвящённого изучению католической литургии. С 1949 года он преподавал литургику в Папском Урбанианском колледже (ныне Папский Урбанианский университет). Позже он стал профессором Папского Латеранского университета.

## Работа в Курии
28 мая 1948 года Папа Пий XII назначил Буньини секретарём Комиссии по литургической реформе,  которая в 1951 году разработала новый обряд для Пасхального бдения, а в 1955 году — новые церемонии для остальной части Страстной недели. В 1955 году комиссия также внесла изменения в рубрики мессы и богослужения, упразднив многие церковные октавы и ряд бдений, а также первые вечерни большинства праздников. В 1960 году комиссия изменила Кодекс рубрик, что привело к появлению новых изданий Римского бревиария в 1961 году и Римского миссала в 1962 году.

## Роль в литургической реформе
25 января 1959 года Папа Римский Иоанн XXIII объявил о своём намерении созвать Второй Ватиканский собор. 6 июня 1960 года о. Буньини был назначен секретарём Папской подготовительной комиссии по литургии. Эта комиссия подготовила первые черновики документа, который после многочисленных изменений стал Конституцией о священной литургии (1963). Когда в октябре 1962 года собрался собор, на смену Подготовительной комиссии пришла Соборная комиссия по священной литургии, в которой Буньини был назначен peritus (экспертом). В то же время Буньини был отстранён от должности заведующего кафедрой литургии в Папском Латеранском университете, потому что, по словам архиепископа Пьеро Марини, «его литургические идеи считались слишком прогрессивными».   
4 декабря 1963 года собор и Папа Павел VI одобрили Конституцию о священной литургии. 30 января 1964 года Папа назначил Буньини секретарём Совета по реализации Конституции о литургии. Буньини был назначен Папой Павлом VI секретарем Конгрегации по делам культа в мае 1969 года. На протяжении 27 лет он виртуозно координировал всю работу по реформированию богослужения римского обряда и делал это по-настоящему творчески и с огромным энтузиазмом.

## Наследие
Перу архиепископа Аннибале Буньини принадлежит книга "Литургическая реформа: 1948-1975" - великолепный компендиум, где подробно и систематически на основании документов изложен весь процесс реформы. Себя Буньини упоминает в ней всегда в третьем лице. Книга очень полезна тем, что помогает всякому интересующемуся разобраться в том, что реформировалось, почему и как.
Значительная доля книг, по которым сейчас совершается богослужение Латинской Церкви, предваряется декретом с подписью Буньини.
Архиепископа Аннибале Буньини по праву называют Архитектором Литургической реформы в Римско-Католической Церкви.